# Îles Sanguinaires
Die Îles Sanguinaires (wörtlich: „blutige Inseln“), korsisch Ìsuli Sanguinarii, sind eine Gruppe von vier kleinen Inseln am nördlichen Ende des Golfes von Ajaccio. Die Inseln bestehen aus rotbraunem Porphyr.

## Lage und Zugang
Die Inseln liegen von Südwesten nach Nordosten aufgereiht wenige Kilometer vor der Landspitze Pointe de la Parata. Sie heißen Grande Sanguinaire (Mezu Mare), Îlot de Cala d’Alga, Île de l’Oga (Île des Cormorans) und Île de Porri. Zwischen Île de l’Oga und Île de Porri ragt der nackte Felsen U Sbiru etwa 13,0 m aus dem Wasser. Die Landspitze Pointe de la Parata gehört zum Netzwerk Réseau des Grands Sites de France.
Von Ajaccio aus führt die Route des Sanguinaires etwa 10,0 km am Meeresufer entlang bis zum Parkplatz nahe der Pointe de la Parata. Der Bus der Linie 5 fährt von der Place Charles de Gaulle in Ajaccio bis zu diesem Parkplatz. Gegenüber dem Parkplatz ist eine Anlegestelle, von dort fahren Ausflugsboote hinüber zu den Inseln. Auch vom Hafen in Ajaccio aus werden Bootsausflüge zu den Îles Sanguinaires angeboten.

## Geschichte

### Name
Die Herkunft des Namens ist unklar. Es gibt mehrere Theorien, woher er rührt:
- Vom purpurglühenden Rot der Felsen im Abendlicht;
- vom Rot der Blüten von Frankenia und Acis[3].
- Alte geografische Quellen deuten darauf hin, dass er sich auf den Ort Sagone bezieht; bis 1572 Bischofssitz und wesentlich bedeutender als heute. Auf alten Karten findet man die Bezeichnung isule sagunarie. Die Inseln liegen auf halbem Weg zwischen Ajaccio und dem Golf von Sagone.[2]

### Bauwerke

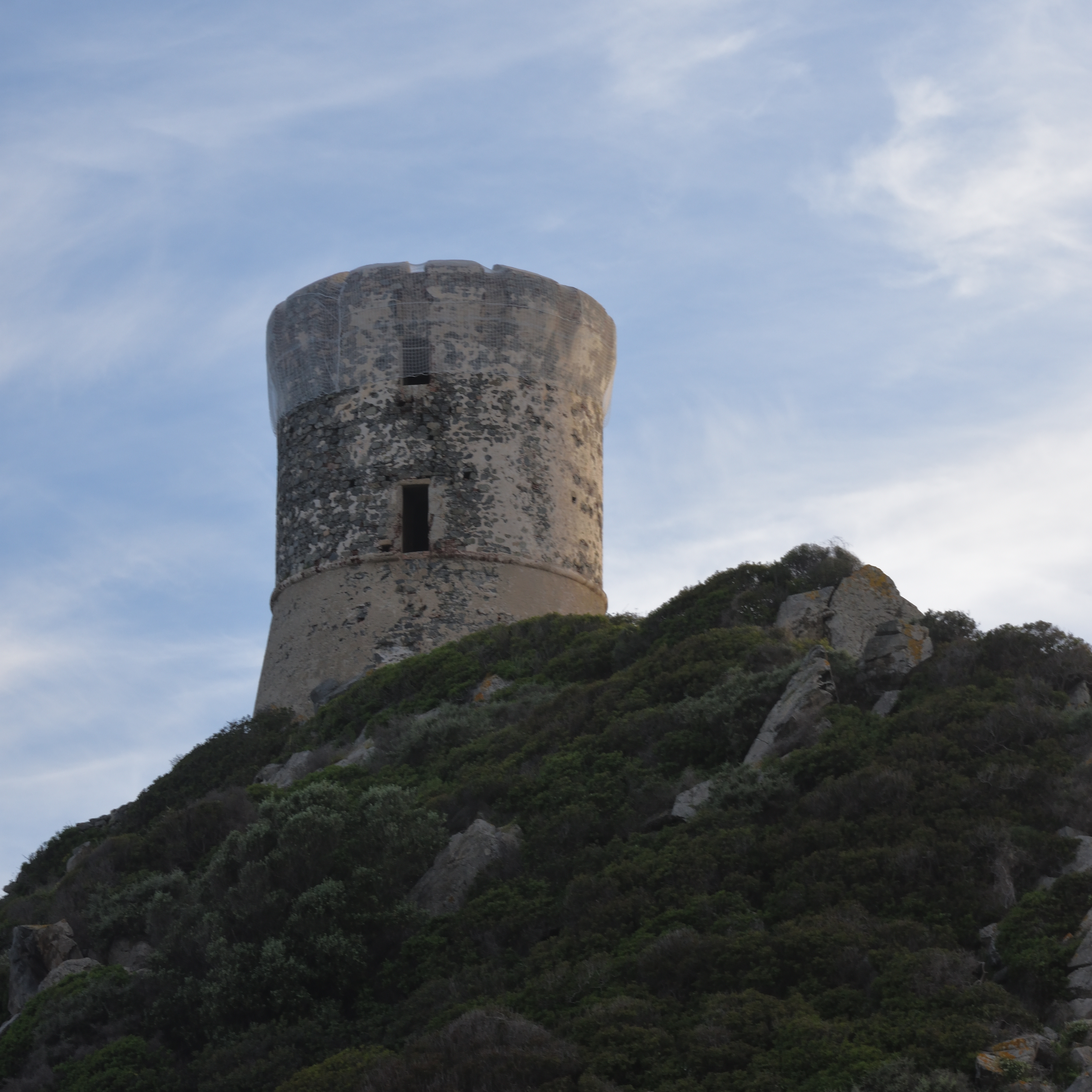
Tour de la Parata

Die menschliche Präsenz manifestierte sich im 16. Jahrhundert in einem genuesischen Turm, der ab 1838 durch den Leuchtturm ersetzt wurde. Erhalten blieb der 1550 – 1551 erbaute Genueserturm Tour de La Parata auf der Landspitze; heute einer der meistbesuchten Genuesertürme auf Korsika.
1806 wurde auf der Hauptinsel Grande Sanguinaire ein Lazarett errichtet. Es diente dazu, aus Afrika zurückkehrende Seeleute und Soldaten mit ansteckenden Krankheiten in Quarantäne zu nehmen. 1847 wurde es außer Dienst gestellt und verfiel anschließend.
Der Bau der Leuchtturms auf Mezu Mare zog sich sechs Jahre hin, von 1838 bis 1844. 1985 wurde er automatisiert. Damit verließ der letzte Bewohner die Insel. Ebenfalls auf der Hauptinsel wurde 1865 ein Signalhaus in Betrieb genommen. 1955 wurde es außer Dienst gestellt.

### Wechselnde Besitzverhältnisse

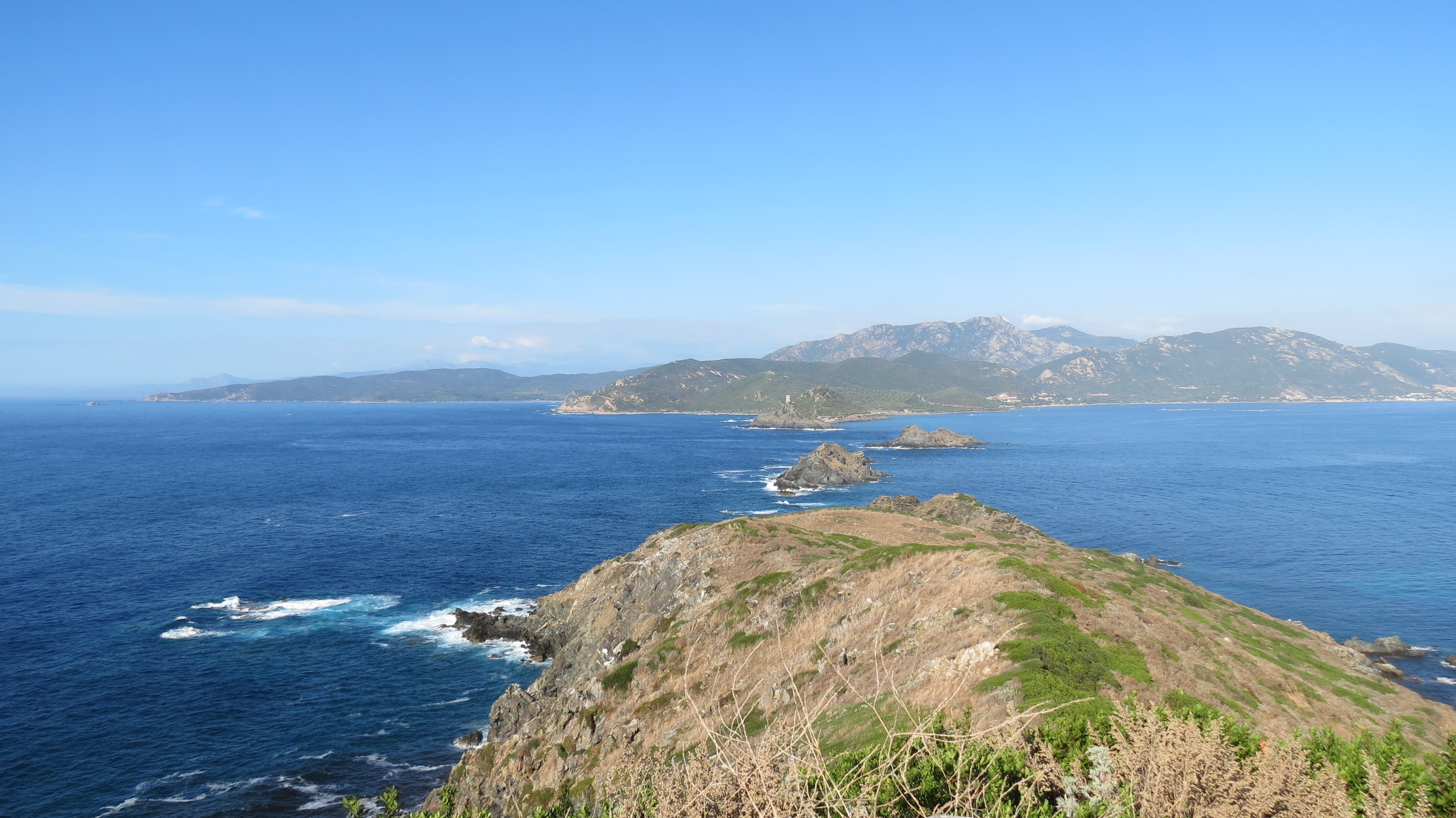
Blick vom Leuchtturm auf Mezu Mare über die Inselkette zur Pointe de la Parata

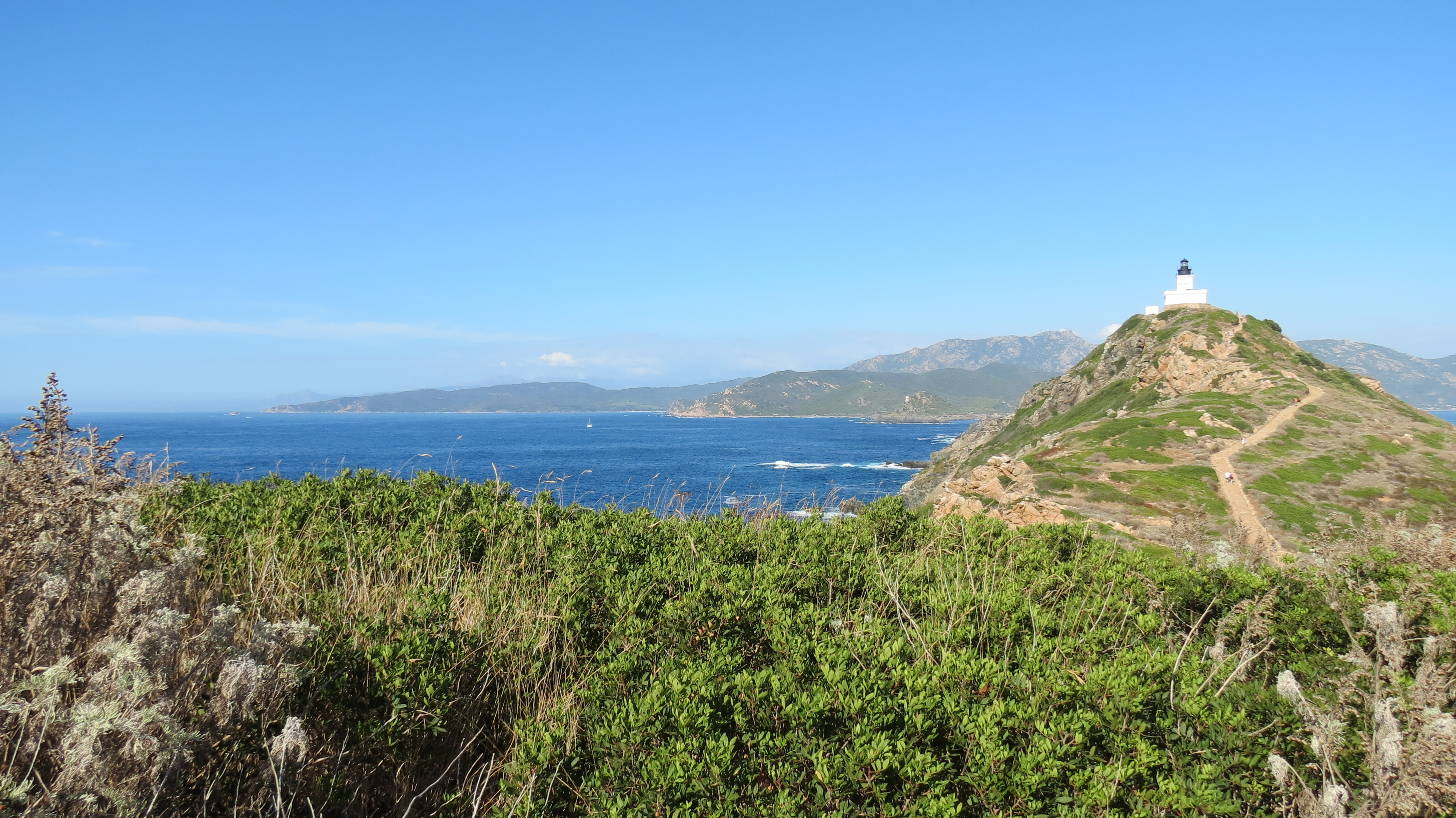
Der Leuchtturm auf der Hauptinsel

Die Hauptinsel Mezu mare war drei Jahrhunderte lang im Besitz der Familie Ponte. Sie hatte sie zunächst 1640 von der Republik Genua zum Preis von 40 genuesischen Lira gepachtet, verbunden mit der Verpflichtung, dort ein Haus zu errichten und mindestens 12.000 Rebstöcke, 600 Bäume und Getreide anzupflanzen. Von 1935 bis 1959 gelangte sie über mehrere Weiterverkäufe schließlich in den Besitz einer Immobiliengesellschaft. Diese plante dort den Bau zweier Hotels, eines Yachthafens, einiger Sport- und Vergnügungsstätten und sogar einer Seilbahn hinüber zu den Inseln. Die Pläne scheiterten daran, dass die Inseln 1936 in das Verzeichnis der besonders geschützten Stätten aufgenommen worden waren. So verkaufte die Firma 1973 an die Regionalverwaltung.

## Umwelt

### Natura 2000
Die Îles Sanguinaires sind als maritimes Schutzgebiet innerhalb von Natura 2000 klassifiziert. Das raue maritime Ökosystem bietet eine Heimstätte für Meeresvögel und für eine Flora, die reich an seltenen endemischen Arten ist. Auf solch engem Raum ist das selten: Auf Mezu Mare wachsen rund 150 Arten. Die Strauchvegetation wächst niedrig, bedingt durch die Nachbarschaft zum Meer, und wird dominiert vom Mastixstrauch. Eine halophiler Lauch, korsisch Porro, gedeiht auf I Porri und ist namensgebend für diese kleine Insel.

### Naturzone von besonderer Bedeutung
Die Inseln und die Pointe de la Parata  sind gemeinsam klassifiziert als Naturzone von besonderer Bedeutung für Umwelt, Fauna und Flora.

## Fernsehfilm
- Les Sanguinaires (1998)